# Nyírtét
Nyírtét is een plaats (község) en gemeente in het Hongaarse comitaat Szabolcs-Szatmár-Bereg. Nyírtét telt 1122 inwoners (2001).